# تل شهرک
تل شهرک مربوط به دوره نوسنگی - عصر مس است و در شهرستان خرم بید، بخش مشهد مرغاب واقع شده و این اثر در تاریخ ۲۶ اسفند ۱۳۸۶ با شمارهٔ ثبت ۲۱۹۰۸ به‌عنوان یکی از آثار ملی ایران به ثبت رسیده است.